# Jean Eyeghe Ndong
Pour les articles homonymes, voir Ndong.
Jean Eyeghe Ndong, né le 12 février 1946 à Libreville, est un homme politique gabonais, Premier ministre du 20 janvier 2006 au 17 juillet 2009. Eyeghe Ndong était membre du Parti démocratique gabonais jusqu'en 2009, date à laquelle il conteste l'investiture d'Ali Bongo pour représenter le PDG à l'élection présidentielle.  Eyeghe Ndong quitte le PDG pour se présenter en tant que candidat indépendant à l'élection présidentielle anticipée de 2009. L'élection est entachée de fraude selon plusieurs candidats dont lui et d'autres personnalités telles que Casimir Oyé Mba ancien premier ministre.

## Biographie
D'ethnie fang, Eyeghe Ndong est ministre délégué aux Finances sous le gouvernement de Jean-François Ntoutoume Emane.
Le 19 janvier 2006, lors de la cérémonie d'investiture de son nouveau mandat présidentiel, Omar Bongo Ondimba annonce un changement de l'équipe gouvernementale. Le lendemain, Eyeghe Ndong est choisi pour succéder à Jean-François Ntoutoume Emane au poste de Premier ministre. Il est chargé de mettre en œuvre le programme « Des actes pour le Gabon » défendu par Bongo lors de sa campagne présidentielle.
Le cabinet d'Eyeghe Ndong est rendu public le 21 janvier. il comporte 49 membres. Le fils du président, Ali Bongo Ondimba, garde son poste de ministre de la Défense et Jean Ping celui de ministre des Affaires étrangères.
Le 15 juillet 2009, Jean Eyeghe Ndong, démissionne de son poste de Premier ministre et se porte candidat à l'élection présidentielle à la succession d'Omar Bongo. Il se présente en tant que candidat indépendant pour protester contre l'investiture d'Ali Bongo, fils d'Omar Bongo, comme candidat officiel du PDG.
Eyeghe Ndong est marié et père de six enfants. Il est membre du Front uni de l'opposition pour l'alternance (FUOPA) qui regroupe une coalition de partis de l'opposition gabonaise dont l'Union nationale, parti créé en 2011 par l'opposition pour faire face au PDG lors des législatives de la même année ; ce parti regroupe d'autres cadres gabonais tels que André Mba Obame, Zacharie Myboto, Casimir Oyé Mba... Jean Eyéghé Ndong est conseiller municipal à la mairie de Libreville depuis février 2014 et sénateur depuis 2015 pour le compte du Front.
En août 2021, Eyeghe Ndong quitte l'opposition et se rallie à Ali Bongo. En mars 2022, il est nommé par le président dans une nouvelle institution, le Haut-commissariat de la République. En mars 2023, Eyeghe Ndong annonce retourner au PDG.